# Jack Lambert
Jack Lambert (n. 29 decembrie 1899, Ardrossan⁠(d), Scoția, Regatul Unit al Marii Britanii și Irlandei – d. 13 martie 1976, Greater London, Anglia, Regatul Unit) a fost un actor britanic de film și televiziune, activ între anii 1930 și 1970.

## Filmografie selectivă
- A Honeymoon Adventure (1931)
- Red Ensign (1934)
- The Ghost Goes West (1935)
- House Broken (1936)
- On the Fiddle (1961)
- Bomb in the High Street (1961)
- Dracula: Prince of Darkness (1966)
- They Came From Beyond Space (1967)
- Cuckoo Patrol (1967)
- Kidnapped (1971)